# České Budějovice (distrito)
České Budějovice é um distrito da República Checa, localizada na região de Boêmia do Sul.

## Vilas
- Adamov
- Bečice
- Borek
- Borovany
- Borovnice
- Boršov nad Vltavou
- Bošilec
- Branišov
- Břehov
- Čakov
- Čejkovice
- České Budějovice
- Čížkrajice
- Dasný
- Dívčice
- Dobrá Voda u Českých Budějovic
- Dobšice
- Dolní Bukovsko
- Doubravice
- Doudleby
- Drahotěšice
- Dříteň
- Dubičné
- Dubné
- Dynín
- Habří
- Hartmanice
- Heřmaň
- Hlavatce
- Hlincová Hora
- Hluboká nad Vltavou
- Homole
- Horní Kněžeklady
- Horní Stropnice
- Hosín
- Hosty
- Hradce
- Hranice
- Hrdějovice
- Hůry
- Hvozdec
- Chotýčany
- Chrášťany
- Jankov
- Jílovice
- Jivno
- Kamenná
- Kamenný Újezd
- Komařice
- Kvítkovice
- Ledenice
- Libín
- Libníč
- Lipí
- Lišov
- Litvínovice
- Ločenice
- Mazelov
- Mladošovice
- Modrá Hůrka
- Mokrý Lom
- Mydlovary
- Nákří
- Nedabyle
- Neplachov
- Nová Ves
- Nové Hrady
- Olešnice
- Olešník
- Ostrolovský Újezd
- Petříkov
- Pištín
- Planá
- Plav
- Radošovice
- Roudné
- Rudolfov
- Římov
- Sedlec
- Slavče
- Srubec
- Staré Hodějovice
- Strážkovice
- Strýčice
- Střížov
- Svatý Jan nad Malší
- Ševětín
- Štěpánovice
- Temelín
- Trhové Sviny
- Týn nad Vltavou
- Úsilné
- Včelná
- Vidov
- Vitín
- Vlkov
- Vrábče
- Vráto
- Všemyslice
- Záboří
- Zahájí
- Závraty
- Zliv
- Zvíkov
- Žabovřesky
- Žár
- Žimutice